# Summer Roberts
Summer Roberts (1988), gespeeld door actrice Rachel Bilson, is een personage uit de televisieserie The O.C.. Summer woont samen met haar vader, dokter Neil Roberts, in Newport Beach. Ze is de beste vriendin van Marissa Cooper.

## Seizoen 1
Aan het begin van het eerste seizoen werd Summer weergegeven als de stereotiepe verwende, arrogante en oppervlakkige dochter van een rijke man. Naarmate de afleveringen voorbijgaan, blijkt het tegendeel zich te bewijzen.
Summer is een van de populairste tieners van de school. Toch wordt ze verliefd op nerd Seth Cohen. Hoewel ze zoenen, krijgen ze geen relatie. Summer is bang dat haar reputatie op school aan flarden gaat. Seth wacht niet en krijgt een relatie met Anna Stern, een meisje met wie hij meer gemeen heeft. Als Anna doorheeft dat Summer de ware is voor Seth, maakt ze het uit.
Seth en Summer worden nu een koppel, maar Summer schaamt zich nog steeds voor hem. Na een tijd wordt hij dit zat en vraagt om haar hand, midden in de gang van de school. Summer besluit hem te zoenen.
Als Ryan Atwood, Seth's beste vriend, besluit te verhuizen, wordt Seth bang dat hij weer gepest zal worden en zeilt weg naar de andere kant van de wereld. Summer wordt gebroken achtergelaten.

## Seizoen 2
Summer wachtte niet op Seth en kreeg op vakantie een nieuw vriendje, Zach Stevens. Zach raakt echter bevriend met Seth, al voor dat Seth weet dat Zach het nieuwe vriendje is van Summer. Het wordt al gauw een vreemde relatie, als Seth en Zach vaak vechten om Summer.
Summer is vastberaden Seth achter haar te laten, maar haar gevoelens voor hem blijken te sterk te zijn. Toch begint ze samen met Zach en Seth aan een strip te werken, Atomic County. Hun persoonlijke gevoelens mengen zich meerdere keren met de professionele relatie tussen de drie en Summer kiest uiteindelijk voor Seth.
Ook begint Summer zich zorgen te maken om Marissa, die steeds meer blauwe plekken heeft een ongemakkelijke relatie heeft met Ryan en zijn broer, Trey. Marissa biecht aan Summer op dat Trey haar probeerde te verkrachten. Summer dwingt Seth hier wat aan te doen en Seth stapt vervolgens op Ryan af...

## Seizoen 3
Als Marissa van school wordt getrapt, begint Summer te werken in de politiek van de school. Hierdoor wordt ze een rivale van Taylor Townsend, die mede de gene was die Marissa van school liet trappen. Summer wil ervoor zorgen dat Marissa weer terug naar school mag en krijgt uiteindelijk hulp van Taylor.
Ondertussen meldt Summer zich, samen met Seth, aan bij de Brown-universiteit als blijkt dat Summer erg slim is. Ze komt binnen en krijgt van Seth te horen dat hij ook is toegelaten. Ze kan haar geluk niet op, maar merkt toch op dat Seth zich vreemd gedraagt.
Seth weet dat Summer niet naar Brown gaat als ze hoort dat hij eigenlijk niet toegelaten is. Toch lukt het liegen niet en hij is gedwongen het uit te maken met Summer, zodat zij toch naar Brown gaat.
Seth heeft al gauw door dat deze beslissing dom is en gaat weer achter Summer aan. Summer heeft nu echter een hekel aan Seth. Toch lukt het hem uiteindelijk haar terug te winnen als hij opbiecht dat hij nooit is toegelaten bij Brown.
In het seizoen had Summer thuis ook grote veranderingen. Haar stiefmoeder scheidt van haar vader en hij krijgt verlooft zich niet veel later met Julie Cooper, de moeder van Marissa. Rond deze tijd krijgt ze ruzie met Marissa, die zich steeds rebelser begint te gedragen. Uiteindelijk leggen ze het bij. Niet veel later komt Marissa om bij een auto-ongeluk.

## Seizoen 4
Summer kan de dood van Marissa niet verwerken en wil Newport zo gauw mogelijk verlaten. Eenmaal op Brown verandert ze compleet. Ze raakt bevriend met Che, een dierenactivist. Zelf wordt ze ook een vegetariër en wordt van Brown getrapt als ze dieren bevrijdt uit een lab.
Ook haar relatie met Seth gaat achteruit. Seth probeert contact te houden, maar Summer weigert met hem te praten. Als ze aan Seth denkt, denkt ze aan Newport. Als ze aan Newport denkt, denkt ze aan Marissa. Uiteindelijk overhaalt Taylor haar in therapie te gaan.
In het nieuwjaar van 2007 denkt Summer dat ze zwanger is. Als ze dit vertelt aan Seth, doet hij een aanzoek. Ze accepteert en ze zijn verloofd. Haar zwangerschap blijkt later vals alarm en Summer verbreekt de verloving.  in de finale aflevering trouwt ze toch nog met Seth.